# 郴州新报
《郴州新报》，1992年创刊，前身为《郴州广播电视报》，2008年改为《郴州新报》。2018年12月28日，报纸停刊。

## 历史

### 1992年 - 2008年：《郴州广播电视报》
2008年7月3日，《郴州广播电视报》正式改为《郴州新报》。

### 2008年年 - 2018年：《郴州新报》
2015年7月21日，郴州新报社转至郴州日报社。
2016年，《郴州新报》进行改版。